# ポッジョ・ア・カイアーノ
ポッジョ・ア・カイアーノ（伊: Poggio a Caiano）は、イタリア共和国トスカーナ州プラート県にある、人口約9,900人の基礎自治体（コムーネ）。

## 地理

### 位置・広がり

#### 隣接コムーネ
隣接するコムーネは以下の通り。括弧内のFIはフィレンツェ県所属を示す。
- カンピ・ビゼンツィオ (FI)
- カルミニャーノ
- プラート
- シーニャ (FI)

### 気候分類・地震分類
ポッジョ・ア・カイアーノにおけるイタリアの気候分類 (it) および度日は、zona D, 1732 GGである。
また、イタリアの地震リスク階級 (it) では、zona 3 (sismicità bassa) に分類される。

## 行政

### 分離集落
ポッジョ・ア・カイアーノには、以下の分離集落（フラツィオーネ）がある。
- Bonistallo, Poggetto, Santa Cristina in Pilli, Petraia

## 建造物
観光地としては、ヴィッラ・メディーチェア(メディチ荘)がある。

## 姉妹都市
- シャーロッツビル、アメリカ合衆国 1977年
- Agounit、西サハラ 2006年